# رودولف فيرتل
رودولف فيرتل (بالألمانية: Rudolf Viertl)‏ (12 نوفمبر 1902 – 9 ديسمبر 1981) لاعب كرة قدم نمساوي راحل كان يجيد اللعب في خط الهجوم .
لعب طوال مسيرته الرياضية في أندية تشفيتشات، سيميرينغر، وتشفيتشات.
مثل منتخب النمسا في 16 مباراة مسجلا 4 أهداف (1925-1937). شارك مع منتخب النمسا في بطولة كأس العالم 1934 في إيطاليا حيث احتل المركز الرابع.

## وصلات خارجية
- رودولف فيرتل على موقع الاتحاد الدولي (مؤرشف)  (الإنجليزية)
- رودولف فيرتل على موقع قاعدة بيانات كرة القدم.إي يو (الإنجليزية)
- رودولف فيرتل على موقع ناشيونال فوتبول تيمز (الإنجليزية)
- رودولف فيرتل على موقع Soccerway.com (الإنجليزية)
- رودولف فيرتل على موقع عالم كرة القدم.نت (الإنجليزية)
- سيرة ذاتية